# Pterolophia javanica
Pterolophia javanica là một loài bọ cánh cứng trong họ Cerambycidae.